# La Fouine
Laouni Mouhid (Trappes, 25 december 1981), beter bekend als La Fouine is een Franse rapper uit de stad Trappes een voorstad van Parijs. La Fouine staat sinds 2003 onder contract bij Sony Records France. In 2005 kwam zijn debuutalbum uit, Bourré au son. In 2007 kwam zijn tweede album uit Aller-Retour en begon hij zijn eigen kledinglijn, genaamd Street Swagg. Zijn succesvolste album kwam uit in 2009 Mes Repères, en is tweemaal in Frankrijk met Goud bestempeld.
In mei 2011 kwam hij negatief in de media omdat hij tijdens een optreden in de Belgische gemeente Incourt twee toeschouwers liet afslaan door zijn entourage tijdens het festival Inc'Rock.. Producent Sony poogde YouTube-filmpjes van het incident vergeefs te verwijderen.
Sinds eind 2013 maakt La Fouine deel uit van de hip-hopgroep Team BS, waarvan in februari 2014 het debuutalbum verscheen.

## Biografie
La Fouine groeide op in Trappes in een familie van 7 kinderen van Marokkaanse ouders, die in 1975 naar Frankrijk verhuisde. Hij leerde rap kennen via zijn buur en zette zijn eerste stappen in het genre samen met zijn broer, Hakim (bekend als Canardo), in 1992 en liet zich toen inspireren door NTM, ATK, Kery James, Mobb Deep & Snoop Dogg. Niet veel later, op 10-jarige leeftijd, mochten de broers hun eerste optreden geven in een lokale feestzaal.

## Discografie

### Studioalbums
- 2001: J'avance
- 2005: Bourré au son
- 2007: Aller-Retour
- 2009: Mes Repères
- 2011: La Fouine vs Laouni
- 2013: Drôle de Parcours
- 2014: Team BS
- 2016: Nouveau Monde
- 2020: Bénédictions

### Mixtapes
- 2004: Planète Trappes Vol.1
- 2006: Planète Trappes Vol.2
- 2008: Capitale Du Crime
- 2010: Capitale Du Crime Vol.2
- 2012: Capitale Du Crime Vol.3
- 2014: Capitale du Crime Vol.4
- 2017: Capitale du Crime Censuré
- 2018: Sombre

- Bibliothèque nationale de France: cb146086110 (data)
- Gemeinsame Normdatei: 138370516
- International Standard Name Identifier: 0000 0003 5472 199X
- Library of Congress Control Number: no2016134460
- MusicBrainz: 998f1ece-a2b0-47d2-93df-17553430ab73
- Nationale Bibliotheek van Tsjechië: mub2013745008
- Système universitaire de documentation: 086274945
- Virtual International Authority File: 262964652
- WorldCat: E39PBJfX4ymfYfrCcj4GDVgdwC